# سیمون اندریسن
سیمون اندریسن (انگلیسی: Simon Andreassen؛ زادهٔ ۳۰ سپتامبر ۱۹۹۷) دوچرخه‌سوار اهل دانمارک است.
وی در مسابقات کشوری و بین‌المللی در مجموع برندهٔ ۲ مدال طلا شده‌است.